# Højer Vandtårn
Højer vandtårn er et ikke længere aktivt vandtårn i Højer, som muligvis er tegnet af L.P. Aakjær.[kilde mangler] Tårnet ligner de øvrige vandtårne i Tønder Kommune, tårnene i hhv. Tønder, Løgumkloster og Toftlund.
I 2012 fik Højer Lokalråd bevilget 900.000 kr. af Realdanias fond "Byggeriets Ildsjæle" – Pengene skulle bruges til at gøre tårnet til et aktiv for Højer. Tårnet har ifølge Kulturarvsstyrelsen en bevaringsværdi på 1, idet det "bidrager positivt til det samlede bybillede".
I 2013 dannedes Foreningen Højer Vandtårn, som overtog tårnet fra Tønder Vandforsyning og udstyrede det med en indvendig vindeltrappe og en udsigtsplatform. 26. September 2015 blev det så taget i brug som udsigtstårn.
- Vindeltrappen
- Udsigt i retning af Højer Mølle
- Udsigt mod øst
- Hindrichsens Gård